# Bevan Wilson
Pour les articles homonymes, voir Wilson et Bevan Wilson (homonymie).
Pas d'image ? Cliquez ici

a Compétitions nationales et continentales officielles uniquement.

b Matchs officiels uniquement.
Bevan William Wilson, né le 22 mars 1956 à Dunstan, est un joueur de rugby à XV qui a joué avec l'équipe de Nouvelle-Zélande évoluant au poste d'arrière. 

## Carrière
Il joue pour la province de Otago. 
Il dispute à 21 ans son premier test match avec l'équipe de Nouvelle-Zélande le 30 juillet 1977 contre les Lions britanniques et irlandais et son dernier test match contre l'Australie le 28 juillet 1979. 
En 1978 il est sélectionné à trois reprises avec les All Blacks, contre l'équipe d'Australie. 
En 1979 il est sélectionné à deux reprises avec les All Blacks contre la France en tournée en Nouvelle-Zélande et joue le match perdu 19-24 le 14 juillet 1979. Il joue 8 test matchs et 12 matchs au total.

## Statistiques en équipe nationale
- Nombre de test matchs avec les All Blacks : 8
- Sélections par année : 2 en 1977, 3 en 1978, 3 en 1979
- 5 transformations, 15 pénalités, 55 points
- Nombre total de matchs avec les All Blacks : 12